# Sternocoelis merklii
Sternocoelis merklii är en skalbaggsart som först beskrevs av Schmidt 1885.  Sternocoelis merklii ingår i släktet Sternocoelis och familjen stumpbaggar. Inga underarter finns listade i Catalogue of Life.